# Isa bin Salman Al Khalifa
Isa bin Salman bin Hamad Al Khalifa (tiếng Ả Rập: عيسى بن سلمان آل خليفة; ngày 3 tháng 6 năm 1933 – 6 tháng 3 năm 1999) là một thành viên hoàng gia Khalifa, và là Tiểu vương đầu tiên của Bahrain từ năm 1971 cho đến khi ông qua đời vào năm 1999, trước đó ông cai trị với tư cách là Hakim xứ Bahrain từ năm 1961 đến 1971.
Sinh ra ở Jasra, Bahrain, ông trở thành quân chủ Bahrain sau cái chết của cha mình, Salman bin Hamad Al Khalifa. Ông là một nhà cai trị chuyên chế và quyết đoán, sau khi giành độc lập từ Anh, ông đã từ chối việc đưa Bahrain gia nhập vào Các Tiểu vương quốc Ả Rập thống nhất và đưa đất nước mình thành một nhà nước Dân chủ nghị viện. Nhưng sau đó ông đã cho bãi bỏ quốc hội và chính thức nắm quyền chuyên chế.
Trong 38 năm trị vì của mình, Isa bin Salman đã đưa Bahrain thành một quốc gia hiện đại và là  trung tâm tài chính quan trọng ở khu vực Vịnh Ba Tư.

## Cuộc sống đầu đời và cai trị

Ronald và Nancy Reagan cùng Isa bin Salman Al Khalifa trước bữa tối cấp nhà nước, 1983

Isa sinh ra ở Jasra , là con trai của Salman bin Hamad Al Khalifa và Mouza bint Hamad Al Khalifa (1933-2009), con gái của Hamad ibn Abdullah Al Khalifa, và kế vị cha mình làm tiểu vương sau khi ông qua đời vào tháng 11 năm 1961. Ông được phong làm tiểu vương vào ngày 16 Tháng 12.
Isa đến thăm Ayetollah Mohsin Al Hakim ở Najaf vào năm 1968 để bày tỏ mong muốn củng cố mối quan hệ với người Shia.

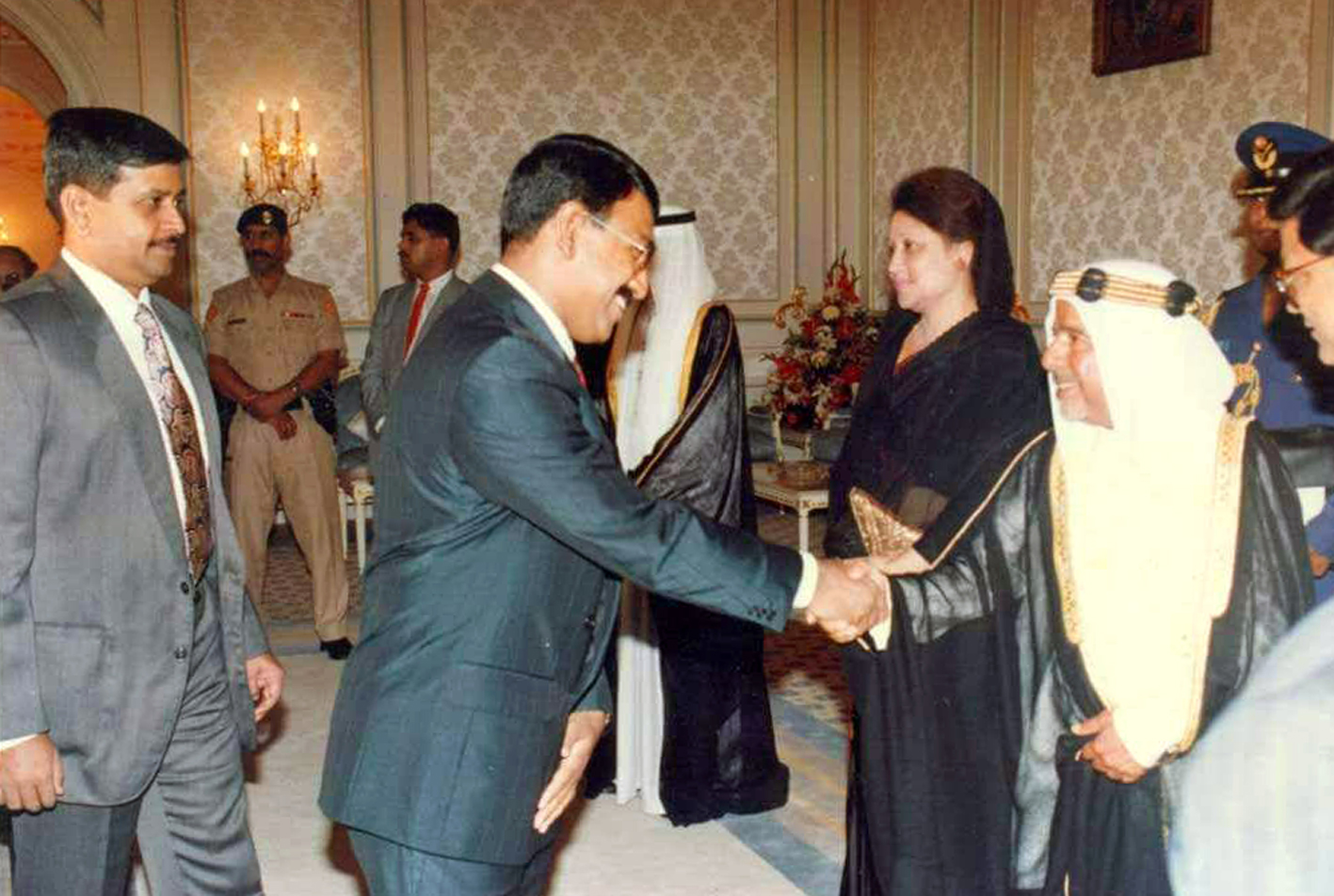
Mohammad Mosaddak Ali với Tiểu vương Bahrain Isa bin Salman Al Khalifa tại Cung điện Các vua ở Bahrain năm 1994

Dưới thời ông trị vì, Bahrain đã giành được độc lập từ Vương quốc Anh vào năm 1971. Trong khi chính phủ ban đầu cân nhắc việc gia nhập Các Tiểu vương quốc Ả Rập Thống nhất, Isa đã từ chối việc gia nhập (cùng với Qatar) vì không hài lòng với hiến pháp được đề xuất. Sau đó, ông cố gắng giới thiệu một hình thức dân chủ nghị viện ôn hòa, và nam giới (không phải phụ nữ) được quyền bỏ phiếu trong cuộc bầu cử quốc hội năm 1973. Tuy nhiên, vào tháng 8 năm 1975, ông giải tán Quốc hội vì nghị viện này từ chối thông qua Luật An ninh Nhà nước năm 1974 do chính phủ bảo trợ. Hệ thống nghị viện chưa bao giờ được khôi phục dưới thời trị vì của ông và buộc tiểu vương phải đối mặt với những cuộc biểu tình không thường xuyên từ các phe chính trị cánh tả và Chủ nghĩa Hồi giáo, lên đến đỉnh điểm vào năm 1994 (xem: Lịch sử Bahrain).
Trong thời gian trị vì của ông, đã có một thỏa thuận giữa ông và em trai mình, Sheikh Khalifa bin Salman, theo đó Tiểu vương được giao vai trò ngoại giao và nghi lễ, trong khi Khalifa kiểm soát chính phủ và nền kinh tế với tư cách là Thủ tướng.
Isa là một trong những người sáng lập Dar Al Maal Al Islami Trust do hoàng gia Ả Rập Saudi Mohammed bin Faisal Al Saud, con trai của Vua Faisal, khởi xướng vào năm 1981.

## Hôn nhân và hậu duệ
Isa bin Salman Al Khalifa có một người vợ, em họ Sheikha Hessa bint Salman Al Khalifa (1933–2009), con gái của Salman bin Ibrahim Al Khalifa. Họ kết hôn vào ngày 8 tháng 5 năm 1949. Họ có 5 con trai và 4 con gái:
- Hamad bin Isa (1950–), vị vua hiện tại của Bahrain
- Rashed bin Isa (–17 tháng 12 năm 2011)
- Mohamed bin Isa, Tư lệnh Vệ binh Quốc gia (1997–2008)
- Abdullah bin Isa, Phó Chủ tịch Ủy ban cấp cao Câu lạc bộ Cưỡi ngựa
- Ali bin Isa, Bộ trưởng Bộ Tòa án Hoàng gia (1955–)
- Munira bint Isa
- Maryam bint Isa
- Shaikha bint Isa
- Noura bint Isa

## Di sản và qua đời

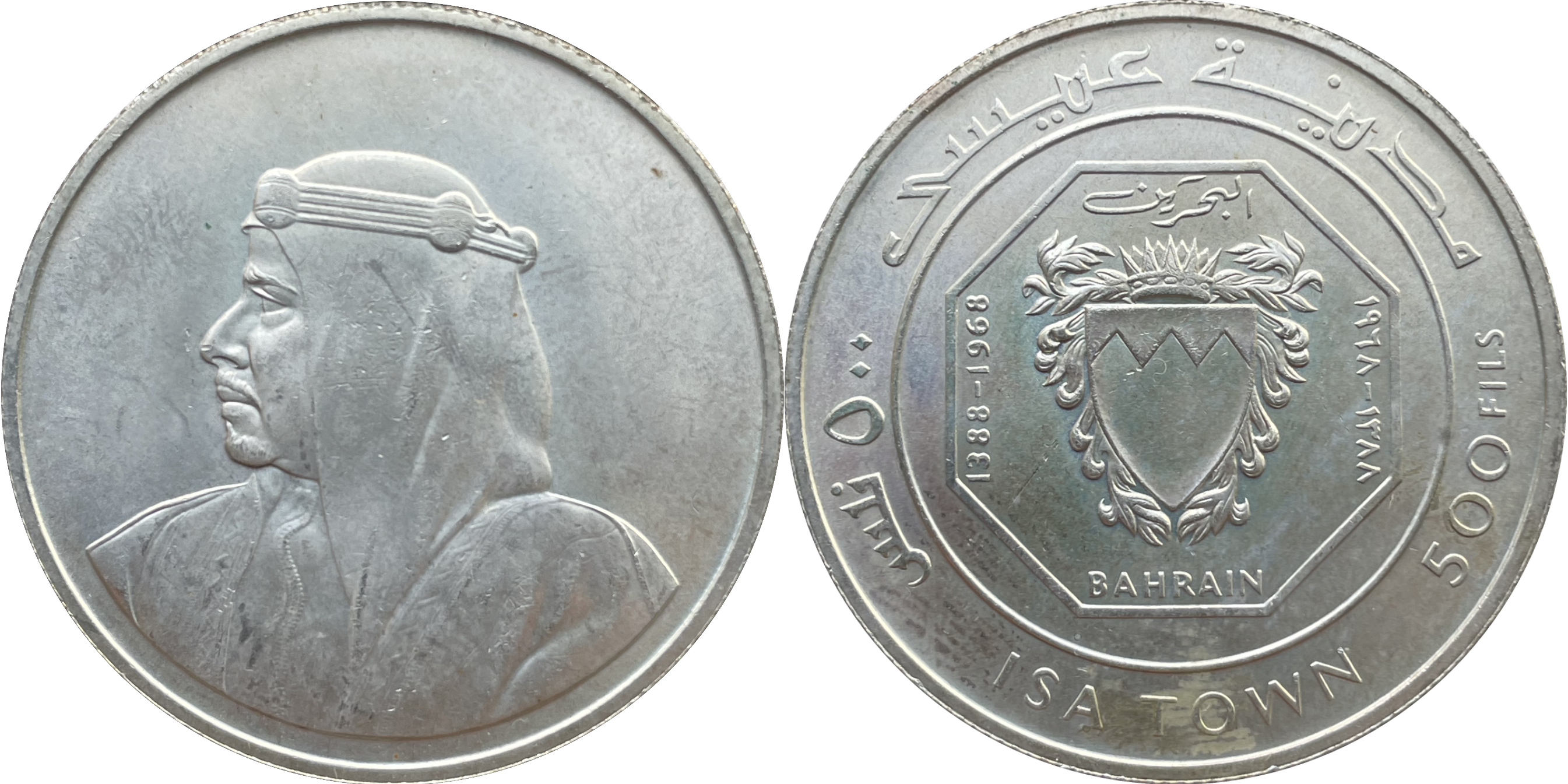
Xu bạc: 500 Fils Bahrain với chân dung của Isa bin Salman ở mặt trước, giai đoạn này ông là Hakim của Bahrain

Trong 38 năm làm Tiểu vương của ông, quá trình chuyển đổi kinh tế của Bahrain thành một quốc gia hiện đại và một trung tâm tài chính quan trọng ở khu vực Vịnh Ba Tư. Tuy nhiên, các nhà phê bình lưu ý rằng ông cũng giải tán Nghị viện, nắm quyền lực cai trị quốc gia một cách tuyệt đối.
Isa bin Salman Al Khalifa qua đời vì một cơn đau tim vào ngày 6 tháng 3 năm 1999 tại Tòa nhà Chính phủ ở Manama, ngay sau cuộc gặp với Bộ trưởng Quốc phòng Hoa Kỳ William Cohen. Ông ấy đã 67 tuổi. Buổi lễ cuối cùng mà ông tham dự là tang lễ của Vua Hussein, diễn ra chưa đầy một tháng trước khi ông qua đời.
Tổng thống Hoa Kỳ Bill Clinton bày tỏ "nỗi buồn sâu sắc", Graham cũng bày tỏ tin tức về cái chết của tiểu vương và gọi ông là "một người bạn tốt của hòa bình". Tổng thư ký Liên Hiệp Quốc Kofi Annan cũng bày tỏ "nỗi buồn sâu sắc" và mô tả tiểu vương là "một thế lực cho sự ổn định" trong khu vực. Ông được chôn cất tại nghĩa trang Al-Rifa'a.
Ông được kế vị bởi con trai cả của ông, Hamad bin Isa Al Khalifa.

## Vinh dự được trao
- Spain: Vòng cổ lớn Huân chương Isabella Công giáo (4 tháng 12 năm 1981)[10]
- Egypt: Vòng cổ lớn huân chương Sông Nile
- France: Thập tự giá lớn của Huân chương Quốc gia Bắc Đẩu Bội tinh
- Germany: Thập tự giá lớn Huân chương Thập tự Cộng hòa Liên bang Đức
- Iran: Vòng cổ lớn Huân chương Pahlavi
- Kingdom of Iraq:
  - Huân chương Lưỡng Hà Hạng nhất (x/5/1968, Hạng 2 ngày 3 tháng 4 năm 1952)
  - Vua Faisal II Installation Medal (2 tháng 5 năm 1953)
- Jordan: 
  - Dây lớn với cổ Huân chương al-Hussein bin Ali
  - Dây lớn Huân chương tối cao Phục hưng
- Kuwait: Vòng cổ Huân chương Mubarak Đại đế của Kuwait
- Lebanon: Dây lớn của Huân chương Cedar (hạng hai, 1958)
- Morocco: Vòng cổ Huân chương Muhammad
- Oman: Dân sự Huân chương Oman, hạng nhất
- Qatar: Vòng cổ Huân chương Độc lập Nhà nước
- South Africa: Thập giá lớn Huân chương Good Hope (1995)[11]
- Syria: Thập tự lớn Huân chương Umayyad
- Tunisia: Thập tự lớn Huân chương Độc lập
- UAE: Huân chương Al-Nahayyan hạng nhất
- Đế chế Iran: Huân chương Kỷ niệm Kỷ niệm 2500 năm thành lập Đế chế Ba Tư (14 tháng 10 năm 1971).[12][13]
- United Kingdom:
  - Chỉ huy Hiệp sĩ Danh dự (KCMG, ngày 14 tháng 7 năm 1964) và Hiệp sĩ Danh dự Grand Cross (GCMG, ngày 15 tháng 2 năm 1979) của Huân chương St Michael và St George
  - Hiệp sĩ danh dự Thập tự lớn Huân chương Bath (GCB, ngày 10 tháng 4 năm 1984)
  - Huân chương Đăng quan Nữ vương Elizabeth II (2 tháng 6 năm 1953)

## Tước hiệu
- 1933–1942: Sheikh Isa bin Salman Al Khalifa
- 1942–1961: His Excellency Sheikh Isa bin Salman Al Khalifa
- 1961–1964: His Highness Sheikh Isa II bin Salman Al Khalifa, Hakim xứ Bahrain
- 1964–1971: His Highness Sheikh Sir Isa II bin Salman Al Khalifa, Hakim of Bahrain, KCMG
- 1971–1999: His Highness Sheikh Isa II bin Salman Al Khalifa, Emir xứ Bahrain